# فرانسين مورايس
فرانسين مورايس (بالبرتغالية: Francine Cararo) مواليد 1981 في سوروكابا، هي لاعبة كرة يد برازيلية. مثلت منتخب البرازيل لكرة اليد للسيدات. شاركت في دورة الألعاب الأولمبية الصيفية سنة 2012.

## سجل المنافسة
شاركت في البطولات التالية:
- الألعاب الأولمبية الصيفية 2012
- بطولة العالم لكرة اليد للسيدات 2011

## روابط خارجية
- فرانسين مورايس على موقع أوليمبيديا (الإنجليزية)